# (5932) Prutkov
(5932) Prutkov es un asteroide perteneciente al cinturón de asteroides, región del sistema solar que se encuentra entre las órbitas de Marte y Júpiter, descubierto el 1 de abril de 1976 por Nikolái Stepánovich Chernyj desde el Observatorio Astrofísico de Crimea (República de Crimea).

## Designación y nombre
Designado provisionalmente como 1976 GO3. Fue nombrado Prutkov en homenaje a Koz'ma Prutkov, personaje de parodia, poeta ficticio y autor de muchas fábulas, poemas humorísticos y aforismos. Es el seudónimo colectivo inventado por los poetas del siglo XIX Alekséi Konstantínovich Tolstói y los hermanos A. M. y V. M. Zhemchuzhnikov. Muchas de las declaraciones de Prutkov se han convertido en sinónimo en ruso.

## Características orbitales
Prutkov está situado a una distancia media del Sol de 2,637 ua, pudiendo alejarse hasta 2,876 ua y acercarse hasta 2,399 ua. Su excentricidad es 0,090 y la inclinación orbital 2,176 grados. Emplea 1564,82 días en completar una órbita alrededor del Sol.

## Características físicas
La magnitud absoluta de Prutkov es 13,5. Tiene 5,92 km de diámetro y su albedo se estima en 0,22. 